# Jiangjia (köpinghuvudort i Kina, Zhejiang Sheng, lat 29,48, long 118,66)
Jiangjia (kinesiska: 姜家, 姜家镇) är en köpinghuvudort i Kina. Den ligger i provinsen Zhejiang, i den östra delen av landet, omkring 170 kilometer sydväst om provinshuvudstaden Hangzhou. Antalet invånare är 14 809. Befolkningen består av 7 581 kvinnor och 7 228 män. Barn under 15 år utgör 16,0 %, vuxna 15-64 år 64 %, och äldre över 65 år 18,0 %.
Runt Jiangjia är det ganska tätbefolkat, med 75 invånare per kvadratkilometer. Närmaste större samhälle är Yangqitan, 12,0 km väster om Jiangjia. I omgivningarna runt Jiangjia växer i huvudsak blandskog.
Genomsnittlig årsnederbörd är 2 495 millimeter. Den regnigaste månaden är juni, med i genomsnitt 499 mm nederbörd, och den torraste är oktober, med 55 mm nederbörd.